# Cognin
Cognin is een gemeente in het Franse departement Savoie (regio Auvergne-Rhône-Alpes). De plaats maakt deel uit van het arrondissement Chambéry. Cognin telde op 1 januari 2022 6.729 inwoners.

## Geschiedenis
De plaats ontstond tussen de samenvloeiing van de Hyères en de Forézan en werd voor het eerst genoemd in 1107. Cognin was een landbouwdorp waar in de vlakte graan en ook groenten voor de markt van Chambéry werden geteeld. Op de flanken van de heuvels waren er wijngaarden. Dit veranderde in de 19e eeuw. Aan een afleidingskanaal van de Hyères, het Canal des Usines, kwam er industrie. Er kwam een nieuwe brug, de Pont-Neuf, en de weg tussen Chambéry en Pont-Saint-Charles (de RN 1006) werd opnieuw aangelegd. Tussen 1906 en 1911 reed hier een stoomtram. In 1884 werd de spoorlijn Chambéry-Saint-André-le-Gaz geopend maar pas in de 20e eeuw kwam er ook een spoorwegstation in de gemeente (intussen weer gesloten). In 1863 werd er een instituut voor dove kinderen geopend in Cognin.
Vanaf de jaren 1950 begon de verstedelijking van de gemeente met de bouw van appartementsgebouwen. In de jaren 1970 werden de hoogbouwwijken L'Epine en Corinthe opgetrokken en er kwamen ook villawijken voor de groeiende bevolking van het naburige Chambéry.

## Geografie
De oppervlakte van Cognin bedroeg op 1 januari 2022 4,48 vierkante kilometer; de bevolkingsdichtheid was toen 1.502 inwoners per km². Cognin ligt in het zuiden van de agglomeratie Chambéry, en ten noorden van de Chartreuse.
De onderstaande kaart toont de ligging van Cognin met de belangrijkste infrastructuur en aangrenzende gemeenten.

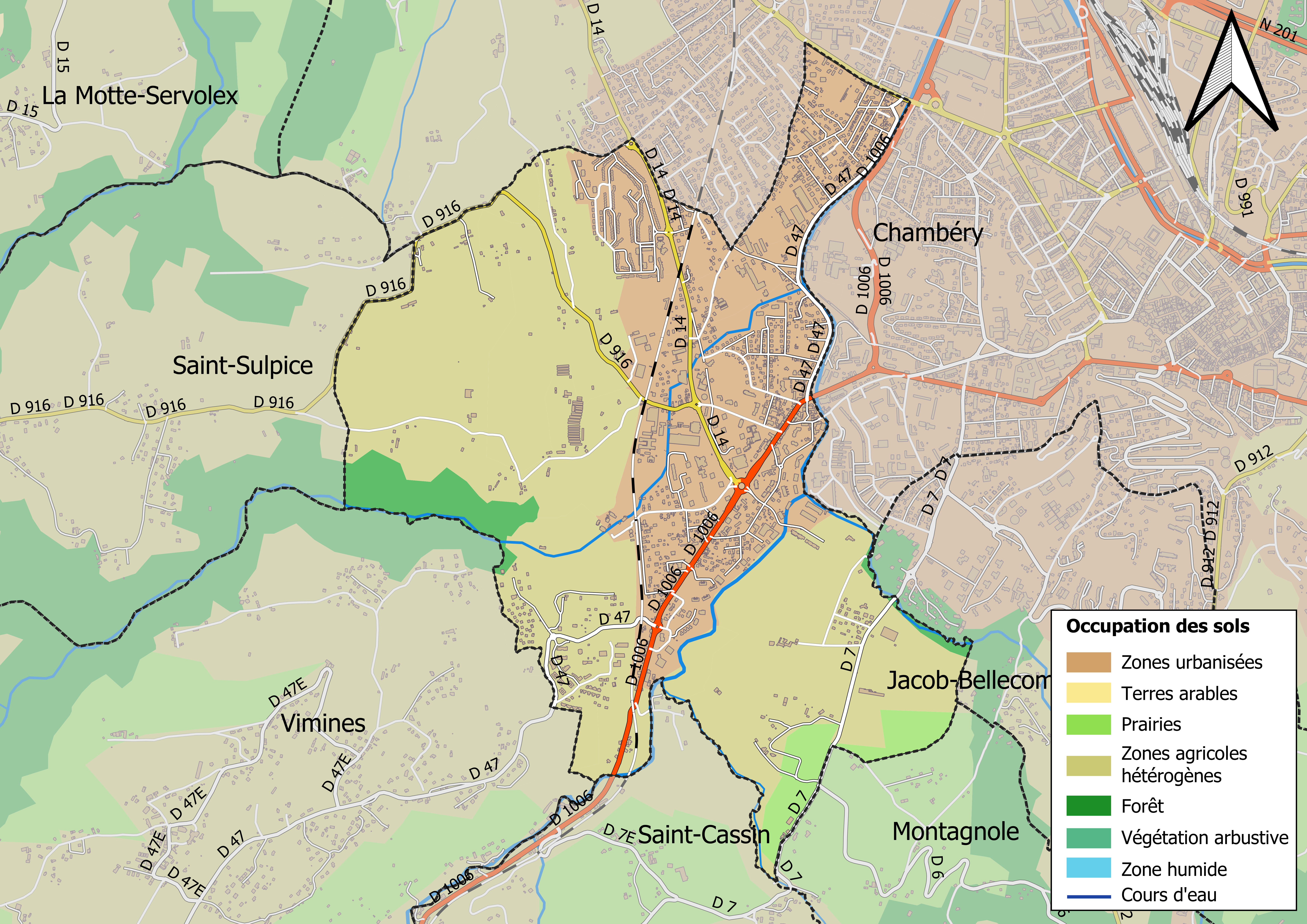

## Demografie
Halfweg de 18e eeuw telde Cognin 138 huishoudens, dus 500 tot 600 inwoners. In 1891 telde de gemeente 1209 inwoners, die Cognerauds worden genoemd. Tijdens de Trente Glorieuses van de Tweede Wereldoorlog was er een sterke bevolkingsgroei. Die stopte rond 1980.
Onderstaande figuur toont het verloop van het inwonertal (bron: INSEE-tellingen).